# Il volto della vita/Disperatamente io ti amo
Il volto della vita/Disperatamente io ti amo è il decimo singolo di Caterina Caselli, pubblicato nel 1968.

## Descrizione
Il brano Il volto della vita è una cover di Days of Pearly Spencer di David McWilliams, con testo in italiano scritto da Mogol e Daiano. La canzone vinse il girone A del Cantagiro 1968, davanti a Gianni Morandi con il brano Chimera e Dalida con Un po' d'amore.
Il brano viene inserito nell'album della cantante Caterina Caselli del 1970 e nella raccolta intitolata proprio Il volto della vita, pubblicata nel 1983.
Nella terza serata del Festival di Sanremo 2015, dedicata alle cover, Chiara Galiazzo propone una versione del brano .
La canzone sul retro del singolo, intitolata Disperatamente io ti amo, è stata scritta da Mogol per il testo e Piero Soffici per la musica.

## Accoglienza
| Classifica (1968) | Posizione |
| ----------------- | --------- |
| Italia            | 4         |

| Classifica (1968) | Posizione annuale |
| ----------------- | ----------------- |
| Italia            | 8                 |